# Song for America (альбом)
Song for America — второй студийный альбом американской прогрессив-рок- группы Kansas, выпущенный в 1975 году Kirshner Records в США и Epic Records в других странах.

## Обзор
AllMusic в ретроспективном обзоре высоко оценил «интенсивную энергию» коротких песен альбома, но заявил, что более длинные песни требуют слишком активного прослушивания, чтобы оценить их по достоинству. Они пришли к выводу, что альбом является «хорошей (если не подростковой) записью для группы этого жанра».
Стив Петтенгилл, пишущий для веб-сайта Sea of Tranquility, описывает альбом как «полный симфонический рок без каких-либо стадионных рок-номеров, которые появятся на более поздних альбомах. Состоящий из четырёх длинных замысловатых пьес и двух песен в очень американском стиле, второй альбом Kansas очень замечательно демонстрирует фирменную двойственность группы как прогрессистов и рокеров».
Заняв первое место в чарте альбомов Billboard с пиком 57-го места, Song for America в последующие месяцы после её выпуска в феврале 1975 года разошлась тиражом около 250 000 экземпляров. Как и все три первых альбома Канзаса, Song for America привлекла новый коммерческий интерес благодаря платиновому успеху четвёртого и пятого студийных альбомов группы: Leftoverture (1976) и Point of Know Return (1977): сообщается, что в январе 1978 года было продано от 300 000 до 400 000 единиц. Song for America будет сертифицирована как золотая для продаж 500 000 единиц в июне 1980 года.

### Обложка
«Эту обложку сделал художник Питер Ллойд. Ллойд также придумал наш логотип для Song for America. На обороте это просто фотография „Привет, мы группа“, но на лицевой стороне Питер проделал отличную работу как с обложкой, так и с логотипом. В одном из наших первых обзоров альбома кто-то назвал обложку „стилизованным крабом“, мы чуть не упали со стульев. Мы подумали: „Смотрите, вот обзор нашего альбома“. В нём говорилось обо всех длинных песнях и прогрессивном характере музыки, а затем было сказано: „Альбом также отмечен прогрессивным крабом Питера Ллойда“. Мы подумали: „Краб? Как они могли не узнать, что это орел?“ Это было забавно. Это такие вещи, из которых получается отличная история».

## Треклист
| №  | Название             | Автор(ы)                   | Длительность |
| -- | -------------------- | -------------------------- | ------------ |
| 1. | «Down the Road»      | Steve Walsh, Kerry Livgren | 3:43         |
| 2. | «Song for America»   | Livgren                    | 10:03        |
| 3. | «Lamplight Symphony» | Livgren                    | 8:17         |

| №  | Название                        | Автор(ы)                                    | Длительность |
| -- | ------------------------------- | ------------------------------------------- | ------------ |
| 4. | «Lonely Street»                 | Walsh, Dave Hope, Rich Williams, Phil Ehart | 5:43         |
| 5. | «The Devil Game»                | Walsh, Hope                                 | 5:04         |
| 6. | «Incomudro - Hymn to the Atman» | Livgren                                     | 12:11        |

| №  | Название                                                            | Длительность |
| -- | ------------------------------------------------------------------- | ------------ |
| 7. | «Song for America» (Radio edit, Single edit)                        | 3:02         |
| 8. | «Down the Road» (Live at the Agora Ballroom, Cleveland, Ohio, 1975) | 3:53         |

| №  | Название                               | Длительность |
| -- | -------------------------------------- | ------------ |
| 9. | «Incomudro - Hymn to the Atman» (Live) | 16:10        |

## Персоналии
Kansas:
- Стив Уолш (Steve Walsh) — орган, ARP и Moog синтезаторы, ведущий вокал (кроме «Down the Road»), бэк-вокал на «Down the Road» и «Lonely Street», фортепьяно на «Down the Road»
- Керри Ливгрен (Kerry Livgren) — электро и ритм гитары (кроме «Song for America» и «Lamplight Symphony»), Moog и ARP синтезаторы, ARP струны, фортепьяно (кроме «Down the Road»)
- Робби Стейнхардт (Robby Steinhardt) — скрипка, бэк-вокал, ведущий вокал на «Down the Road», «Song for America», «Lamplight Symphony»
- Рич Уильямс (Rich Williams) — электрические, акустические и ритм гитары
- Дэйв Хоуп (Dave Hope) — бас
- Фил Эхарт (Phil Ehart) — ударные, металлофон на «Song for America», Moog барабан и гонг на «Incomudro — Hymn to the Atman»

Над релизом работали:
- Джефф Гликсман (Jeff Glixman) — продюсер, продюсер ремастированного издания
- Уолли Голд (Wally Gold) — продюсер
- Питер Гранет (Peter Granet) — инженер
- Том Рабстенек (Tom Rabstenek) — мастеринг
- Эд Ли (Ed Lee) — дизайн обложки
- Питер Ллойд (Peter Lloyd) — картина на обложке
- Джефф Мэджид (Jeff Magid) — продюсер ремастированного издания

## Чарты
| Год  | Чарт                | Позиция |
| ---- | ------------------- | ------- |
| 1975 | Top LPs & Tape (US) | 57      |

## Сертификаты
| Страна | Организация | Год  | Продажи          |
| USA    | RIAA        | 1980 | Gold (+ 500,000) |